# Малокалмашинське сільське поселення
Малокалмаши́нське сільське поселення — муніципальне утворення в складі Каракулинського району Удмуртії, Росія. Адміністративний центр — присілок Малі Калмаші.
Населення становить 593 особи (2019, 749 у 2010, 894 у 2002).
Станом на 2002 рік сільрада називалась Великокалмашинська.

## Склад
До складу поселення входять такі населені пункти:
| Населений пункт        | Населення, осіб (2002) | Населення, осіб (2010) |
| ---------------------- | ---------------------- | ---------------------- |
| Малі Калмаші, присілок | 850                    | 733                    |
| Поповка, присілок      | 44                     | 16                     |

В поселенні діють середня та музична школи, садочок, бібліотека, клуб та фельдшерсько-акушерський пункт.